# Timarcha balearica
Timarcha balearica és una espècie de coleòpter polífag de la família dels crisomèlids que viu principalment dins coves. És una espècie endèmica de les Illes Balears (Serra de Tramuntana de i serres de Llevant a Mallorca i Menorca).

## Característiques
Com totes les espècies del gènere Timarcha són coleòpters de color negre o verdós metàl·lic, sense ales (els seus èlitres estan fusionats) i herbívors. Les plantes que prefereixen són de les famílies Rubiaceae i Plumbaginaceae. És popularment conegut com a monja o escarabat de sang, com totes les espècies del gènere, car quan se sent amenaçat secreta una substància vermellosa per la boca.